# Vedrai
Vedrai è un singolo del cantautore italiano Samuel, pubblicato l'8 febbraio 2017 come terzo estratto dal primo album in studio Il codice della bellezza.
Il brano è stato presentato in gara dal cantante in occasione del Festival di Sanremo 2017. Nonostante si sia classificata solo al 10º posto, è stata la seconda canzone della gara più trasmessa dalle radio, dopo la vincitrice Occidentali's Karma di Francesco Gabbani.
La canzone è stata scritta dallo stesso Samuel Umberto Romano, Riccardo Onori e Christian Rigano.

## Tracce
- Download digitale

1. Vedrai – 3:55 (Samuel Umberto Romano, Christian Rigano, Riccardo Onori)

## Formazione
- Samuel - voce, sintetizzatore
- Christian "Noochie" Rigano - sintetizzatore, programmazione
- Riccardo Onori - chitarra elettrica, chitarra acustica
- Reggie Hamilton - basso
- Michele Canova Iorfida - sintetizzatore modulare
- Alex Alessandroni Jr. - tastiera

## Classifiche
| Classifica (2017)         | Posizione massima |
| ------------------------- | ----------------- |
| Italia                    | 27                |
| Italia (airplay)          | 6                 |
| Italia (airplay italiana) | 4                 |